# Ma'an (socken i Kina, Sichuan, lat 31,66, long 107,50)
Ma'an (kinesiska: 马鞍乡, 马鞍) är en socken i Kina. Den ligger i provinsen Sichuan, i den sydvästra delen av landet, omkring 350 kilometer öster om provinshuvudstaden Chengdu. Antalet invånare är 9 506. Befolkningen består av 4 534 kvinnor och 4 972 män. Barn under 15 år utgör 27,0 %, vuxna 15-64 år 64 %, och äldre över 65 år 8,0 %.
Genomsnittlig årsnederbörd är 1 660 millimeter. Den regnigaste månaden är september, med i genomsnitt 325 mm nederbörd, och den torraste är december, med 10 mm nederbörd.